# Long View
Long View é uma cidade  localizada no estado norte-americano de Carolina do Norte, no Condado de Burke e Condado de Catawba.

## Demografia
Segundo o censo norte-americano de 2000, a sua população era de 4722 habitantes.
Em 2006, foi estimada uma população de 4889, um aumento de 167 (3.5%).

## Geografia
De acordo com o United States Census Bureau tem uma área de
9,1 km², dos quais 9,1 km² cobertos por terra e 0,0 km² cobertos por água.

## Localidades na vizinhança
O diagrama seguinte representa as localidades num raio de 8 km ao redor de Long View.